# Ullstein-Jugendbücher
Ullstein-Jugendbücher sind eine deutschsprachige Buchreihe, die im Ullstein Verlag in Berlin von 1911 bis zum Anfang des Ersten Weltkriegs erschien. Sie wurde von Emil Herz herausgegeben.
Während der Kriegsjahre des Ersten Weltkriegs entstanden im Verlag Reihen wie die „Ullstein-Kriegsbücher“ (die die Reihe der Ullstein-Jugendbücher ersetzte), „Männer und Völker“ und „Die fünfzig Bücher“.

Die Reihe der Ullstein-Jugendbücher galt als nicht erfolgreich, dazu wurde gesagt: 

„Nicht immer hatte Herz Erfolg, zum Beispiel mit der Reihe „Ullstein-Jugendbücher“. Die Schuld gab er den Adressaten: „Die Jugend hatte kein Verständnis für die gedankenschwere Schönheit der Sprache.“ Tatsächlich, so schätzt Ute Schneider in der „Ullstein-Chronik“ ein, war die Buchauswahl zu sehr auf Wissensgewinn angelegt. Da kam wohl der einstige Pädagoge bei Herz durch. 1877 in Warburg geboren, hatte er in Bonn Germanistik, Geschichte und Philosophie studiert. Diese Studienfächer entsprachen „dem bildungsbürgerlichen Kulturverständnis der Zeit“, heißt es in der „Chronik“.“

Die folgende Übersicht erhebt keinen Anspruch auf Aktualität oder Vollständigkeit:

## Bände (Auswahl)
- 1. Rudolf Herzog: „Siegfried, der Held. Der deutschen Jugend erzählt“. Mit 12 Bildern von Franz Stassen
- 2. Gulliver in Liliput. Nach J. Swift neu und frei erzählt von Otto Ernst. Berlin, Ullstein, 1912.
- 3. Münchhausens Abenteuer. von Wolzogen, E.F. Ullstein
- 10. Lohengrin. Mit Bildern v. Ferdinand Staeger, Hauptmann, Gerhart. EA Berlin Ullstein, 1912
- 11. Das Ende der grossen Armee. - Mit Bunttaf. nach Gemäld. von W. Wereschtschagin. Walter Bloem. Ullstein, 1915
- 12. Kaiser Max der letzte Ritter. Felix Salten. Berlin : Ullstein. 1913
- 13. 1813. Geschichte eines jungen Freiheitshelden. Mit 5 Bildtafeln. Bloem, Walter. Berlin. Ullstein 1913[5]
- 14. Parsival. Mit Bildern von Ferdinand Staeger. Gerhart Hauptmann. Ullstein & co, Berlin, 1914